# Fabian Ver
Fabian Ver, né le 20 janvier 1920 à Sarrat (Ilocos Norte) et mort le 21 novembre 1998 à Bangkok (Thaïlande), est un général philippin, chef des Forces armées des Philippines sous Ferdinand Marcos.

## Biographie
Officier de renseignement de la guérilla philippine pendant la Deuxième Guerre mondiale, il entre dans l'armée philippine à la fin de la guerre. Alors que Marcos est encore sénateur, au début des années 1960, il devient l'un de ses conseillers militaires. Il est alors capitaine dans la police nationale, au service des enquêtes criminelles.

### Sous le régime de Marcos
Lorsque Marcos est élu président du pays, en 1965, il progresse dans la hiérarchie militaire. Marcos le nomme chef du Groupe de sécurité présidentielle (PSG), la garde rapprochée du président, ainsi qu'à la tête de l'Autorité nationale d'intelligence et de sécurité (NISA), une police politique secrète aux ordres du régime. 
En 1981, lorsque la loi martiale en vigueur depuis 1972 est levée, il est nommé chef d'état major des forces armées des Philippines, ce poste s'ajoutant à ses responsabilités précédentes (PSG et NISA). Cette nomination entraîne de facto la disgrâce de Juan Ponce Enrile, ministre de la Défense.

### Chute
En 1983, l'opposant Benigno Aquino, Jr. est assassiné à son retour d'exil. Ver et ses services sont soupçonnés d'être impliqués dans cet assassinat, mais Marcos l'acquitte en 1985. Cependant, en février 1986, alors que la colère gronde dans la population, Marcos le remplace par le major général Fidel Ramos. Lors de la révolution philippine de 1986, Ver demande à Marcos de lui donner l'ordre de tirer sur la foule. Marcos refuse et accepte de quitter le pouvoir. Ver et sa famille fuient les Philippines avec Ferdinand Marcos en février 1986 et s'exilent à Hawaï. Les présidents Fidel Ramos, puis Corazón Aquino, considérant qu'il représente une menace pour le pays, refusent d'émettre des visas pour la famille Ver et ce n'est qu'à l'annonce de la mort imminente du général Ver que le président Joseph Estrada accepte de revoir cette position.